# Låktajåkka
Låktajåkka (Samisch: Loktajohka) is een beek, die stroomt in de Zweedse  gemeente Kiruna. De Låktajåkka stroomt vanaf berghellingen met dezelfde naam van hoger dan 1300 meter naar het noorden. Ze stroomt naar het noorden naar het Låktajaure. Dat meer watert af naar het Torneträsk. Het water komt uiteindelijk in de Torne terecht. Ze is ongeveer 6 kilometer lang.